# Bučje, Bor
Bučje (izvirno srbsko Бучје) je naselje v Srbiji, ki upravno spada pod Občino Bor; slednja pa je del Borskega upravnega okraja.

## Demografija
V naselju živi 559 polnoletnih prebivalcev, pri čemer je njihova povprečna starost 45,0 let (44,3 pri moških in 45,6 pri ženskah). Naselje ima 181 gospodinjstev, pri čemer je povprečno število članov na gospodinjstvo 3,68.
To naselje je v glavnem vlaško (glede na popis iz leta 2002), a v času zadnjih treh popisov je opazno zmanjšanje števila prebivalcev.
|  |

| Demografija | Demografija     | Demografija     |
| Leto        | Št. prebivalcev | Št. prebivalcev |
| ----------- | --------------- | --------------- |
|             |                 |                 |
|             |                 |                 |
|             |                 |                 |
|             |                 |                 |
| 1948        | 967             |                 |
| 1953        | 1012            |                 |
| 1961        | 1059            |                 |
| 1971        | 1036            |                 |
| 1981        | 970             |                 |
| 1991        | 789             | 787             |
| 2002        | 677             | 666             |
|             |                 |                 |

| Etnična sestava po popisu iz leta 2002 | Etnična sestava po popisu iz leta 2002 | Etnična sestava po popisu iz leta 2002 | Etnična sestava po popisu iz leta 2002 | Etnična sestava po popisu iz leta 2002 |
| -------------------------------------- | -------------------------------------- | -------------------------------------- | -------------------------------------- | -------------------------------------- |
| Vlahi                                  | Vlahi                                  |                                        | 555                                    | 83,33%                                 |
| Srbi                                   | Srbi                                   |                                        | 103                                    | 15,46%                                 |
| Neznano                                | Neznano                                |                                        | 2                                      | 0,30%                                  |